# العلاقات الفرنسية الماليزية
العلاقات الفرنسية الماليزية هي العلاقات الثنائية التي تجمع بين فرنسا وماليزيا.

## مقارنة بين البلدين
هذه مقارنة عامة ومرجعية للدولتين:
| وجه المقارنة                                              | فرنسا                                                    | ماليزيا       |
| --------------------------------------------------------- | -------------------------------------------------------- | ------------- |
| المساحة (كم2)                                             | 643.80 ألف                                               | 330.29 ألف    |
| عدد السكان (نسمة)                                         | 67.12 مليون                                              | 31.62 مليون   |
| الكثافة السكانية (ن./كم²)                                 | 104.26                                                   | 95.73         |
| العاصمة                                                   | باريس                                                    | كوالالمبور    |
| اللغة الرسمية                                             | لغة فرنسية                                               | لغة ماليزية   |
| العملة                                                    | يورو، فرنك س ف ب، فرنك فرنسي، Livre tournois ‏            | رينغيت ماليزي |
| الناتج المحلي الإجمالي (بليون دولار)                      | 2.58 تريليون                                             | 314.50 مليار  |
| الناتج المحلي الإجمالي (تعادل القوة الشرائية) بليون دولار | 2.87 تريليون                                             | 817.43 مليار  |
| الناتج المحلي الإجمالي الاسمي للفرد دولار أمريكي          | 36.20 ألف                                                | 9.77 ألف      |
| الناتج المحلي الإجمالي للفرد دولار أمريكي                 | 39.33 ألف                                                | 25.64 ألف     |
| مؤشر التنمية البشرية                                      | 0.888                                                    | 0.779         |
| رمز المكالمات الدولي                                      | +33                                                      | +60           |
| رمز الإنترنت                                              | .fr، .bzh ‏، .tf، .re، .wf، .yt، .pm، .paris              | .my           |
| المنطقة الزمنية                                           | أوروبا/باريس ‏، توقيت وسط أوروبا، توقيت وسط أوروبا الصيفي | ت ع م+08:00   |

## منظمات دولية مشتركة
يشترك البلدان في عضوية مجموعة من المنظمات الدولية، منها:
| علم المنظمة | اسم المنظمة                               | تاريخ انضمام فرنسا | تاريخ انضمام ماليزيا |
| ----------- | ----------------------------------------- | ------------------ | -------------------- |
|             | بنك التنمية الآسيوي                       | 1970               | 1966                 |
|             | مؤسسة التنمية الدولية                     | 30 ديسمبر 1960     | 24 سبتمبر 1960       |
|             | يونسكو                                    | 4 نوفمبر 1946      | 16 يونيو 1958        |
|             | وكالة ضمان الاستثمار متعدد الأطراف        | 28 ديسمبر 1989     | 6 ديسمبر 1991        |
|             | الأمم المتحدة                             | 24 أكتوبر 1945     | 17 سبتمبر 1957       |
|             | الفريق المعني برصد الأرض                  | ?                  | ?                    |
|             | الاتحاد البريدي العالمي                   | ?                  | ?                    |
|             | البنك الدولي للإنشاء والتعمير             | 27 ديسمبر 1945     | 7 مارس 1958          |
|             | المنظمة الهيدروغرافية الدولية             | ?                  | ?                    |
|             | الاتحاد الدولي للاتصالات                  | 1866               | 3 فبراير 1958        |
|             | منظمة حظر الأسلحة الكيميائية              | ?                  | ?                    |
|             | مؤسسة التمويل الدولية                     | 20 يوليو 1956      | 20 مارس 1958         |
|             | المركز الدولي لتسوية المنازعات الاستشارية | 20 سبتمبر 1967     | 14 أكتوبر 1966       |
|             | منظمة التجارة العالمية                    | 1995               | ?                    |
|             | منظمة الشرطة الجنائية الدولية             | ?                  | ?                    |

## أعلام
هذه قائمة لبعض الشخصيات التي تربطها علاقات بالبلدين:
- بيير أندريه (ممثل ماليزي، 17 مارس 1985 – )

## وصلات خارجية
- موقع وزارة الخارجية الفرنسية
- موقع وزارة الخارجية الماليزية